# Črn trn
Črn trn je roman slovenskega pisatelja Pavleta Zidarja iz leta 1977. Pripoveduje o umetniku z bibličnim imenom Barnaba, ki zaradi ljubezni ni pripravljen zapustiti domovine.

## Zgodba
Umetnik Barnaba je velikokrat nesrečen zaradi osamljenosti. Bolečino poskuša izliti na papir, po pomoč se zateče tudi k delom priznanih pisateljev, vendar mu nič ne pomaga. Žalost utaplja v alkoholu, kar ga privede do ciroze jeter in mesečno okrevanje v bolnišnici. Tam mu dneve krajša medicinska sestra Blanka, s katero si dolgo v noč pripovedujeta življenjske zgodbe. Zadnji večer preden mora Barnaba zapustiti bolnišnico, si z Blanko izpovesta ljubezen. Pogovarjata se o skupni prihodnosti. Beseda nanese na Avstralijo. Blanka mu pove, da noče več živeti v Sloveniji, Barnaba pa ji obljubi, da ji bo sledil kamorkoli. Izmenjata si nekaj vročih poljubov, vendar ga Blanka ustavi z besedami: »Na svetu se mora vse zaslužiti, je rekla moja mama, ženo, otroka, trpljenje, življenje in grob. Čisto vse.« Nato mu pokaže oglas, v katerem neki Avstralec išče mlado Slovenko, s katero bi se poročil in jo pripeljal v Avstralijo. Pove mu, da bo gospodu pisala in da se ji ponudba zdi odlična priložnost za delo v tujini, Barnaba pa je ogorčen nad njeno naivnostjo. Blanka v pismu Avstralcu pojasni, da se želi poročiti s trenutnim fantom in ne z njim, bi pa želela, da ji vseeno priskrbi vozovnico. To se tudi zgodi in Blanka dobi karto za Sydney. Čez deset dni odideta z Barnabo na ladjo v Trst, kjer se poslovita (obljubita si, da ne za dolgo). Barnaba se na poti domov zaradi žalosti napije in se zbudi s hudim mačkom in slabo vestjo.
Z Blanko si redno izmenjujeta pisma in po dobrem mesecu Barnaba prejme pismo, da je ladja prispela v Sydney. Tam se spozna z gospodom Želejem, ki ji je priskrbel službo v bolnišnici, kjer nekaj dni za tem začne delati na oddelku z otroki, ki so zboleli za črnimi kozami. Ker je karta za Avstralijo predraga, tudi po enem letu Barnaba ne more za Blanko, da bi zaživela skupaj. Barnaba ta čas preživi v kartuzijanskem samostanu, kjer se zopet posveti pisanju. Ko se po letu in pol vrne iz samostana in v obupu začne neke vrste razmerje z dekletom po imenu Burda, prispe Blankino pismo s karto za Avstralijo. V strahu in zmedi (ne ve več, ali si res želi iti za Blanko) spet začne popivati. Ko se strezni, sprejme odločitev in Blanki vrne karto: »Ne bo me za teboj!« Blanko to pismo tako potre, da se v krčih zvija po tleh in želi umreti. 
Šele po petih mesecih preboli Barnabo in se poroči s šoferjem Arthurjem Lenoxom iz Sydneyja. Drug z drugim sta presrečna in kmalu se jima rodi sin John. Blanka ob večerih za uspavanko Johnu pripoveduje zgodbe o Sloveniji, kar v Arthurju zbudi željo, da obišče to prekrasno deželo. Po štirih letih in pol se tako Blanka s svojo družinico vrne v rodno domovino. Nekega večera, ko se zakonca odpravljata spat, Johna zadane infarkt in odpeljejo ga v bolnišnico. Sklenejo vrniti se v Avstralijo. Pred odhodom gredo s sorodniki na večerjo, ki ji sledi ples. Tam se nekdanja zaljubljenca Blanka in Barnaba zopet srečata, si sežeta v roke ter izmenjata nekaj besed. Blanka spozna, da je Barnaba alkoholik. Vendar mu ravno to srečanje da nov zagon in energijo za življenje. Spomin na Blankin pogled mu vedno znova daje navdih, da se prepusti pisanju. Kmalu se zaljubi v brhko deklico Lenčko, ki mu zapolni praznino v srcu in vrne polnost življenju.
Roman se konča z Lenčkinim razmišljanjem o razmerju med umetnikom in  domovino.

## Kritika in literarna zgodovina
»Novi roman Pavleta Zidarja nas izčrpno informira o zmoti odtujeništva. Ganljivi so prizori, kako se nekateri želijo vrniti, pa se lahko vrnejo le fizično, duhovnega stika z domovino ne najdejo več. Bolečine, ki jih silijo, da gredo ponovno osvajat domovino, so pregrenke in bi lahko streznile vse, ki gojijo prazno upanje o sladkem kosu kruha v zlati tujini. Prava streznitev iz trpke resnice ČRNEGA TRNA, pretresljiva in hkrati zdravilna za težke zmote odtujevanja domovini.« (Furlan-Lorbek 1977)
»Strategija teksta tudi tokrat temelji na formiranju dvoma. Na začetku recepcije je izpostavljeno dejstvo, da je Barnaba srečal Blanko potem, ko se je z možem Avstralcem vrnila iz Avstralije. Receptor to brez težav povezuje z nadaljevanjem pripovedi, ko Barnaba in Blanka načrtujeta izselitev v Avstralijo, ko se dogovorita, da bo prva odšla ona, in da bo za njo, potem, ko mu bo poslala vozno karto, odpotoval tudi on.« (Štuhec 1992: 180)
»Literatura je torej kljub svoji magični moči odkrivanja resnice razkrojevalna in pogubna za njenega ustvarjalca. V nizu reakcij postane tako zadnja nemožnost, ki vodi glavno osebo v najbolj zaostren izhod, v smrt. Ta kot v nekaterih drugih delih ne nosi nič zastrašujočega, je pravzaprav Prešernova »prijazna smrt« in s tem edina rešitev izven elementa dvoma. »Kakor, da umira, se je začelo dobrotno spanje: najprej je odčutil noge in roke in nato še zavest. V nekaj minutah ga ni bilo več nikjer.« (Zidar 1977: 290)« (Berlogar 1978: 21)